# CD79
CD79 — мембранный белок, образующий комплекс с B-клеточным рецептором и участвует в переносе сигнала после связывания рецептора с лигандом. CD79 состоит из двух цепей CD79A и CD79B (Igα и Igβ), формирующих гетеродимер на поверхности B-лимфоцитов, стабилизированный дисульфидной связью. CD79a и CD79b входят в суперсемейство иммуноглобулинов. Обе цепи CD79a и CD79b содержат активирующий мотив ITAM и внутриклеточный участок, играющий роль в переносе сигнала в B-клетке, подобному сигналу, опосредованному CD3 при активации Т-клеточного рецептора в Т-лимфоцитах.

## Функции
CD79 служит универсальным маркёром B-клеток при определении B-клеточной злокачественной опухоли. Однако, некоторые раковые клетки в случаях T-лимфобластной лейкемии/лимфомы могут показать положительный результат с анти-CD79 антителами. Обе цепи CD79 содержат активирующий мотив ITAM и участвуют в распространении сигнала в B-клетках. CD79 на B-клетках и предшественниках B-клеток способен индуцировать апоптоз и ингибирует активацию B-клеточноо рецептора, а также, возможно, истощает герминативные центры лимфоидного узелка (фолликула).

### Сигнальный путь CD79 и BCR
Были выявлены мутации CD79A/B, приводящие к хронической активации B-клеточного рецептора. Соматические мутации, затрагивающие мотивы ITAM в CD79B и CD79A, часто обнаруживаются при биопсии тканей. Предполагается, что CD79 может служить альтернативной мишенью при лечении B-клеточных аутоиммунных нарушениях. При антиген-индуцированной агрегации B-клеточного рецептора происходит фосфорилирование CD79, что инициирует каскад последующего сигнального пути.